# Moofoué
Moofoué est une localité rurale dans le Sud de la Côte d'Ivoire dans la région de l'Agnéby-Tiassa. La localité de Moofoué est administrativement rattachée au département de Tiassalé dans la sous-préfecture de Morokro,. 